# Markauskas
Markauskas ist ein litauischer männlicher Familienname, abgeleitet von Markas.

## Weibliche Formen
- Markauskaitė (ledig)
- Markauskienė (verheiratet)

## Personen
- Bronius Markauskas (* 1960),  Politiker, Seimas-Mitglied und Agrarfunktionär
- Raimundas Markauskas (* 1966), liberaler Politiker und Ingenieur, Seimas-Mitglied und Alytus-Bezirksleiter
- Rimantas Markauskas (* 1954), Politiker,  Seimas-LDDP-Mitglied und Techniker